# Heinrich von Bayern (1884–1916)

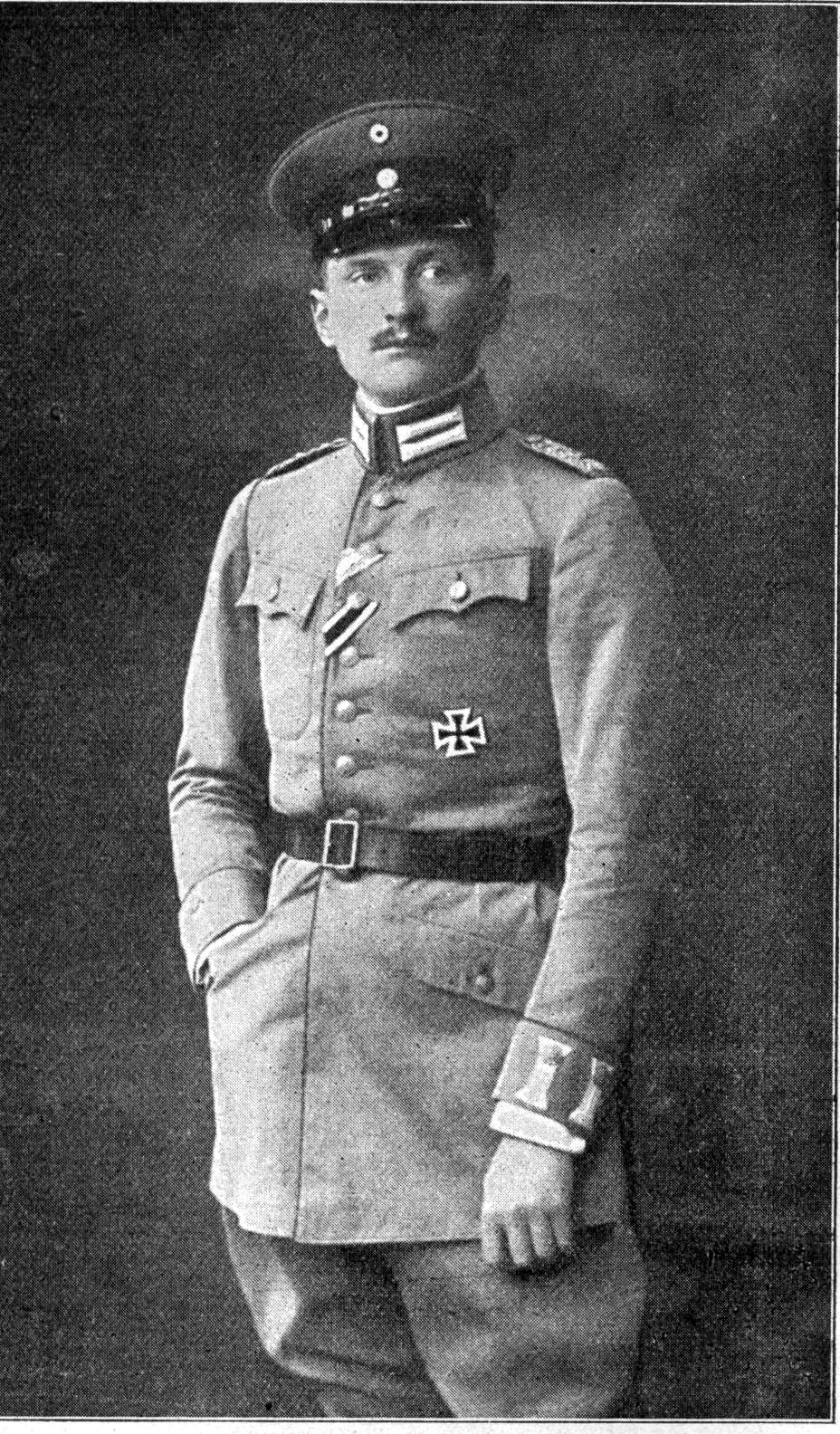
Prinz Heinrich von Bayern, Aufnahme des Hoffotografen Dittmar (1916)

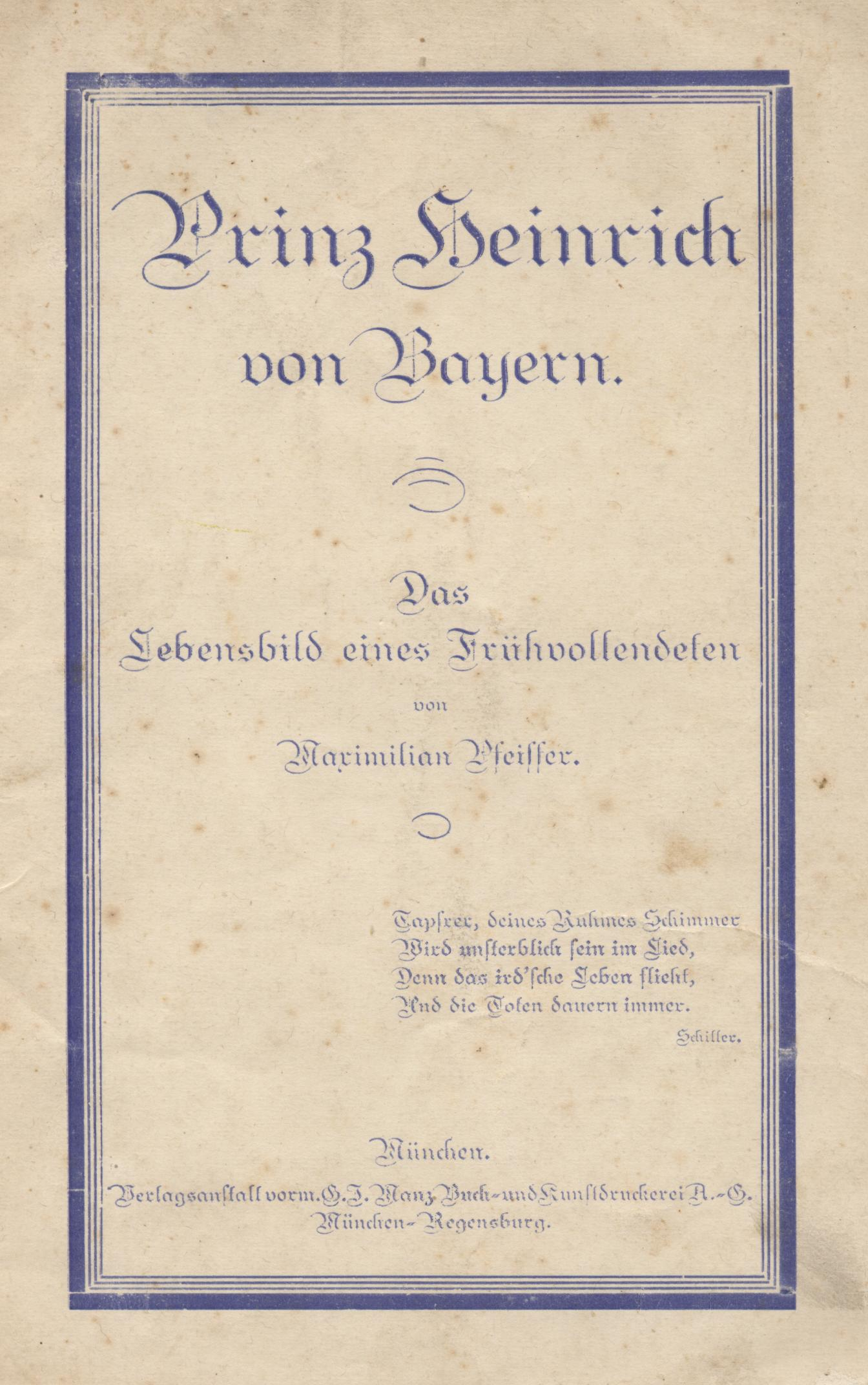
Titelblatt der Biographie von Maximilian Pfeiffer, München, 1917

Heinrich von Bayern (* 24. Juni 1884 in München; † 8. November 1916 im Kreis Argeș/Rumänien) war Prinz von Bayern, entstammte dem Adelsgeschlecht der Wittelsbacher und war ein hochdekorierter Offizier der Bayerischen Armee im Ersten Weltkrieg.

## Leben
Heinrich war der einzige Sohn des Prinzen Arnulf von Bayern und dessen Ehefrau Therese Prinzessin von und zu Liechtenstein. Der Prinz wurde von Gebhard Himmler, dem Vater Heinrich Himmlers, erzogen. Später wurde der bayerische Prinz Taufpate Heinrich Himmlers.
Nach dem Abitur an einem Humanistischen Gymnasium trat er im Jahr 1901 im Alter von 17 Jahren als Leutnant in das Infanterie-Leib-Regiment der Bayerischen Armee ein. Vier Jahre später wechselte er zum 1. Schweren Reiter-Regiment „Prinz Karl von Bayern“. 1907 wurde Prinz Heinrich zum Oberleutnant befördert, ehe er drei Jahre später Rittmeister wurde. Von 1910 bis 1912 absolvierte Heinrich den II. und III. Lehrgang an der Kriegsakademie, die ihm aber keine besondere Qualifikation aussprach.
Im Juni 1911 überlebte er einen Autounfall unverletzt und stiftete daraufhin die Mariensäule in Höhenkirchen.
Nach dem Besuch der Kriegsakademie wurde Heinrich Eskadronchef. Als Chef der 2. Eskadron zog er am 3. August 1914 in den Ersten Weltkrieg. Er führte eine der wenigen klassischen Reiterattacken an der Westfront mitten in den Feind und wurde hierbei durch einen Lanzenstich verwundet. Nach seiner Genesung erkannte er, dass es im Stellungskrieg für die Kavallerie nichts mehr zu bestellen gab, und meldete sich zur Infanterie.
Im Januar 1915 zum Major befördert, übernahm er am 12. März 1915 das III. Bataillon des Infanterie-Leib-Regiments, das dem neu aufgestellten Deutschen Alpenkorps unterstellt war. Heinrich war Abschnittskommandant an der Frontlinie in den Karnischen Alpen südostwärts von Innichen im Pustertal. Unter der ansässigen Bevölkerung war er äußerst beliebt.
In der Schlacht um Verdun gelang es ihm, das Dorf Fleury und die Höhe westlich davon zu nehmen. Er richtete sich im Keller eines Hauses seinen Befehlsstand ein, als dieser durch ein Artilleriegeschoss getroffen wurde. Das Haus über ihm stürzte zusammen und begrub den Prinzen mit seinen Männern. Nach Stunden gelang es einem seiner Mitstreiter, ein Loch durch eine Mauer zu brechen und Hilfe zur Rettung der Verschütteten zu holen. Mit der Ablösung aus dem Frontabschnitt am 24. Juni 1916 wurde er für sein tapferes Verhalten und seine militärischen Verdiensten mit dem Eisernen Kreuz I. Klasse ausgezeichnet. Zudem wurde ihm das Ritterkreuz des Militär-Max-Joseph-Ordens Nr. 117 (Zählnummer während des Ersten Weltkriegs) „wegen der in den schweren Kämpfen bei Fleury und später am Rothen-Turm-Paß in Rumänien abgegebenen Beweise außergewöhnlicher, todesverachtender Tapferkeit, kühner Entschlußkraft und vorbildlicher Einwirkung auf die Truppe“ verliehen. Im September/Oktober 1916 bewährte er sich nochmals bei den Kämpfen am Roten Turm-Pass. Bei einer Erkundung am Monte Sate (Rumänien, nördlich von Sălătrucu, etwa 60 km südöstlich von Hermannstadt/Siebenbürgen) am 7. November 1916 verzichtete er trotz Warnung vor Scharfschützen auf Deckung und wurde beim Zurückgehen durch eine Gewehrkugel schwer verwundet. Er erlag am darauffolgenden Tag seinen Verletzungen. Seine letzten Worte sollen „Noblesse oblige“ (Adel verpflichtet) gewesen sein.
Günther von Pechmann, ein Frontoffizier des Leibregiments, schrieb später in seinen Kriegserinnerungen: „Das KBIL (Königlich-Bayerisches Infanterie-Leib-Regiment) hatte nicht nur einen seiner tapfersten Führer, sondern auch seinen besten Fürsorger verloren.“
Heinrich von Bayern ist in der Theatinerkirche in München beigesetzt.

## Widmungen
Der „Prinz-Heinrich-Marsch“ wurde ihm wohl kurz nach seiner Übernahme des III. Bataillons von dem Komponisten Georg Fürst – der selbst Angehöriger des Infanterie-Leib-Regiments war – gewidmet. Der Marsch wurde ihm in Bruneck/Südtirol am 7. Juni 1915 erstmals vorgespielt.
Im November 1916, nach dem Eintreffen der Todesnachricht, wurde der im Mai 1916 auf den Obstanser Böden in den Karnischen Alpen von k.u.k. Soldaten errichteten Kapelle der Name „Prinz-Heinrich-Kapelle“ gegeben.
In Lenggries wurde 1935/36 die „Prinz-Heinrich-Kaserne“ errichtet. Sie nahm das II. Bataillon des Gebirgsjägerregiments 100 auf. Nach dem Zweiten Weltkrieg übernahmen die US-Streitkräfte die Kaserne. 1971 kam mit dem FlaRakBtl 33 der Luftwaffe die Bundeswehr in die Liegenschaft. Die Bundeswehr gab 2002 die „Prinz-Heinrich-Kaserne“ mit Auflösung der FlaRakGruppe 33 endgültig auf.
Der Wanderweg von Kartitsch über das Winklertal–Obstans–Pfannspitze-Kinigat und Abstieg über das Erschbaumertal wird auch als „Prinz-Heinrich-Gedächtnisweg“ geführt.